# هاروی جونز
هاروی جونز (انگلیسی: Harvey Jones؛ زادهٔ ۱۶ اوت ۱۹۳۶) بازیکن فوتبال اهل بریتانیا است.
از باشگاه‌هایی که در آن بازی کرده‌است می‌توان به باشگاه فوتبال رکسهام و باشگاه فوتبال لیورپول اشاره کرد.